# Brunei i olympiska spelen
Brunei deltog första gången i de olympiska spelen 1988 i Seoul och de har sedan dess deltagit i de flesta sommarspelen. De har aldrig deltagit i vinterspelen och de har aldrig vunnit någon medalj.

## Medaljer
| Guld | Silver | Brons | Totalt antal medaljer |
| ---- | ------ | ----- | --------------------- |
| 0    | 0      | 0     | 0                     |

### Medaljer efter sommarspel
| Spel           | Guld        | Silver      | Brons       | Totalt      |
| Seoul 1988     | 0           | 0           | 0           | 0           |
| Barcelona 1992 | Deltog inte | Deltog inte | Deltog inte | Deltog inte |
| Atlanta 1996   | 0           | 0           | 0           | 0           |
| Sydney 2000    | 0           | 0           | 0           | 0           |
| Aten 2004      | 0           | 0           | 0           | 0           |
| Peking 2008    | Deltog inte | Deltog inte | Deltog inte | Deltog inte |
| London 2012    | 0           | 0           | 0           | 0           |
| Totalt         | 0           | 0           | 0           | 0           |